# Саінсус Олександр Дмитрович
Олександр Дмитрович Саінсус (нар. 16 липня 1948) — український управлінець-промисловець, тривалий час працював і був у менеджменті ВАТ «Червона зірка» (м. Кропивницький), Кіровоградський міський голова (2010–2014); Президент Кіровоградського обласного відділення Союзу промисловців та підприємців України; Заслужений працівник промисловості України (1999).

## Біографія
Олександр Дмитрович Саінсус народився 16 липня 1948 року в місті Кіровограді. Вищу освіту здобув у Кіровоградському інституті сільськогосподарського машинобудування (нині Центральноукраїнський національний технічний університет) за спеціальністю «Технологія машинобудування, металорізальні верстати та інструменти» (1973), за фахом інженер-механік.
Трудовий шлях розпочав у червні 1965 року учнем столяра-пакувальника Державного заводу сільськогосподарського машинобудування «Червона зірка» (м. Кіровоград).
З серпня 1966 по вересень 1967 року працював учнем токаря Кіровоградського агрегатного заводу міста Кіровоград.
З вересня 1967 року по травень 1994 пройшов трудовий шлях від робітника до начальника планово-економічного відділу Кіровоградського ордена Трудового Червоного Прапора заводу сільгоспмашин «Червона зірка».
З травня 1994 по грудень 1995 року працював директором комерційного центру-заступником голови правління ВАТ «Червона зірка». Наступні чотири роки обіймав посаду голови правління-генерального директора ВАТ «Червона зірка». За його менеджменту постійно здійснювалась структурна перебудова управління підприємства, навчання персоналу, продукція заводу здобувала широке визнання.
У вересні 1999 року був призначений на посаду заступника голови Кіровоградської обласної державної адміністрації.
З грудня 1999 по липень 2008 року працював на посаді голови правління-генерального директора ВАТ «Червона зірка».
З липня 2008 до серпня 2010 року обіймав посаду голови Наглядової ради ВАТ «Червона зірка».
З серпня 2010 року — радник голови Кіровоградської обласної державної адміністрації. 21 серпня 2010 року розпорядженням голови облдержадміністрації № 719-р призначений на посаду виконуючого обов'язки першого заступника голови облдержадміністрації. На посаду міського голови висувався від Кіровоградської міської організації Партії регіонів.
На місцевих вибрах в Україні, що відбулися 31 жовтня 2010 року за результатами голосування виборців переміг, і 9 листопада 2010 обійняв посаду міського голови Кіровограда. За 2 дні — 11 листопада Олександр Саінсус провів першу зустріч з журналістами як офіційно обраний Кіровоградський міський голова. 29 травня 2014 року Кіровоградська міська рада прийняла відставку міського голови Олександра Саінсуса.
О. Д. Саінсус — кандидат технічних наук, Президент обласного відділення Союзу промисловців та підприємців України. Нагороджений Орденами «За заслуги» ІІ та ІІІ ступенів, удостоєний Почесного звання «Заслужений працівник промисловості України» (1999), нагороджений місцевою почесною відзнакою «Честь і слава Кіровоградщини».
Одружений, має доньку та сина.